# Tân Tiến, Đồng Phú
Tân Tiến là một xã thuộc huyện Đồng Phú, tỉnh Bình Phước, Việt Nam.
Xã Tân Tiến có diện tích 6745 km², dân số năm 2002 là 7431 người mật độ dân số đạt 110 ng